# 織田恒直
織田 恒直（おだ つねなお、生没年未詳）は、江戸時代の人物。伝承に拠れば父は織田秀信、母は生地真澄の娘・町野。通称は三五郎、三助。養父に隅田忠直。兄に秀朝。子に善直、直信。

## 概要
慶長10年（1605年）、高野山を追放された織田秀信が紀州向副村善福寺に閑居した頃、地元の豪族生地真澄の娘・町野との間に儲けた嫡男であると伝わる。父の没後、町野が隅田忠直に嫁いだため、三五郎は忠直の養子となり、名乗りを隅田三助恒直と改めた。
男子2人を儲ける。長男は市兵衛善直、次男は三右衛門直信を名乗った。
秀信は高野山を降りた際(高野山側の記録)、ないしはその2か月後に死亡したとされているため、下山後に子供を儲けるには期間が短いという指摘がある。また、秀信の祖父・信長の行った高野山攻めの影響で入山が許されなかった当初に閉居していた村も向副村であり、入山前に子供を儲けたのではないかとする説もある。ただしいずれにしてもこれらの伝承については、上質の史料では実在が確認されない。
大正7年（1918年）4月、織田氏直系子孫(織田善直直系子孫)を自称する者らによって和歌山県橋本市にある善福寺跡地に「織田秀信公碑」が建立された。背面には、当時の円徳寺(織田秀信が出家する際に剃髪を行った)住職が秀信の事跡を綴っている。